# جووانی فالکونه

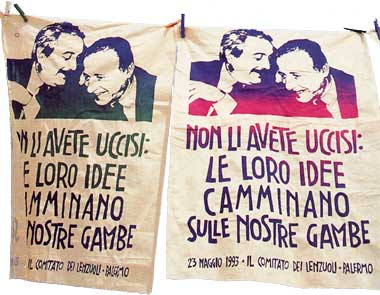
پوستری اعتراضی با مضمون «آنها کشته نشده‌اند زیرا راهشان ادامه خواهد یافت» برای گرامی‌داشت یاد جیووانی فالکونه (چپ) و پائولو بورسلینو که به‌دست مافیا کشته شدند.

جیووانی فالکونه (به ایتالیایی: Giovanni Falcone) (زادهٔ ۱۸ مه ۱۹۳۹ – درگذشتهٔ ۲۳ مه ۱۹۹۲) قاضی ایتالیایی درگیر با مافیا بود که بر اثر انفجار بمبی نیم تنی در زیر اتومبیلش کشته شد. جووانی فالکونه یک قاضی و بازپرس ایتالیایی بود. او بیشتر دوران حرفه‌ای خود را در کاخ دادگستری پالرمو گذراند و تلاش کرد قدرت مافیای سیسیل را سرنگون کند. پس از یک کارنامه درخشان که اوج آن محاکمه تاریخی مَکسی در سال‌های ۱۹۸۶-۱۹۸۷ بود، فالکونه در ۲۳ مه ۱۹۹۲ در بمبگذاری کاپاچی توسط مافیای کورلئونزی به قتل رسید. 
زندگی او شباهت زیادی به زندگی دوست نزدیکش پائولو بورسلیینو داشت. هر دو در یک محله در پالرمو بزرگ شدند. با وجود اینکه بسیاری از دوستان دوران کودکی‌شان در محیطی با نفوذ قوی مافیا رشد کردند، این دو مرد به عنوان بازپرس علیه جنایت سازمان‌یافته مبارزه کردند. هر دو در سال ۱۹۹۲ با فاصله چند هفته ترور شدند. به پاس تلاش‌های خستگی‌ناپذیر و فداکاری‌هایشان در جریان محاکمات ضد مافیا، به هر دو مدال طلای شجاعت مدنی اهدا شد و به عنوان شهیدان کلیسای کاتولیک شناخته شدند. همچنین در شماره ۱۳ نوامبر ۲۰۰۶ مجله تایم به عنوان «قهرمانان ۶۰ سال گذشته» معرفی شدند.

## زندگی‌نامه
قاضی فالکونه زادهٔ پالرمو در سیسیل ایتالیا بود. او در ۱۹۷۸ سلسله عملیات موفقیت‌آمیزی را علیه مافیا در زادگاه خود آغاز نمود که در نتیجهٔ آن ۳۳۸ نفر از اعضای بلندپایهٔ مافیا در ۱۹۸۷ تحت تعقیب قضایی قرار گرفتند. او سپس به مدیریت کل امور جنایی و کیفری وزارت دادگستری ایتالیا در رم منصوب شد و در این مدت چندین بار مورد سوءقصد نافرجام قرار گرفت. جیووانی فالکونه سرانجام در ۲۳ مه ۱۹۹۲ بر اثر انفجار بمبی نیم تنی توسط مافیا که در مسیر حرکتش جاسازی شده بود و با کنترل از راه دور در زیر اتومبیلش منفجر شد به قتل رسید.

## اولین محاکمه علیه مافیا
در اوایل سال ۱۹۸۰، جووانی فالکونه به "دفتر تحقیقات" (دفتر آموزش) در دفتر دادستانی پالرمو پیوست. او کار خود را در شرایطی بسیار پرتنش آغاز کرد. قاضی چزاره ترانووا، که قرار بود ریاست این دفتر را بر عهده بگیرد، در ۲۵ سپتامبر ۱۹۷۹ ترور شد. تنها دو ماه قبل از آن، در ۲۱ ژوئیه ۱۹۷۹، بوریس جولیانو، رئیس تیم تحقیقات پلیس درباره قاچاق هروئین توسط مافیا به رهبری روساریو اسپاتولا و سالواتوره اینزریلو، ترور شده بود. جایگزین ترانووا، روکو چینیچی بود که او نیز در ژوئیه ۱۹۸۳ توسط مافیا به قتل رسید.
در ۵ مه ۱۹۸۰، جانشین جولیانو در تحقیقات شبکه هروئین، ستوان کارابینیه امانوئله باسیله، کشته شد. روز بعد، قاضی بازپرس گائتانو کوستا ۵۵ حکم بازداشت علیه شبکه قاچاق هروئین خانواده اسپاتولا-اینزریلو-گامبینو صادر کرد. چینیچی فالکونه را مأمور تحقیق در این پرونده کرد که یکی از بزرگترین عملیات ضد مافیایی در بیش از یک دهه بود. کوستا پس از امتناع تمام همکارانش از امضای کیفرخواست، آن را امضا کرد - اقدامی که جانش را گرفت: او در ۶ اوت ۱۹۸۰ به دستور اینزریلو ترور شد. روز بعد به فالکونه محافظ شخصی داده شد.
در این جو پرتنش، فالکونه در تحقیقات اسپاتولا از تکنیک نوآورانه بررسی سوابق بانکی برای ردیابی "ردپای پول" حاصل از معاملات هروئین استفاده کرد. او احتمالاً از اولین قضات سیسیلی بود که با همکاران بین‌المللی همکاری می‌کرد و درک اولیه‌ای از ابعاد جهانی قاچاق هروئین به دست آورد. همکاری‌های او منجر به برخی از بزرگترین عملیات اجرای قانون بین‌المللی در تاریخ، مانند پرونده اتصال پیتزا شد. تحقیقات به ترکیه، سوئیس و ناپل نیز گسترش یافت.
در پایان سال ۱۹۸۱، فالکونه پرونده اسپاتولا را برای محاکمه آماده کرد که منجر به ۷۴ محکومیت شد. شواهد او ثابت کرد که سیسیل جایگزین فرانسه به عنوان دروازه اصلی پالایش و صادرات هروئین به آمریکا شده است.